# Stuck in the Middle with You
Pistes de Stealer's Wheel
Late Again Another Meaning
Stuck in the Middle with You est une chanson écrite par les musiciens écossais Gerry Rafferty et Joe Egan et interprétée par leur groupe Stealers Wheel.
Le groupe a interprété la chanson sur le Top of the Pops de la BBC en mai 1973, et la chanson s'est classée n° 8 dans le UK Singles Chart. Il est également devenu un succès international, atteignant la 6e place du Billboard Hot 100 américain.

## Aperçu
"Stuck in the Middle with You" est sorti sur le premier album éponyme de Stealers Wheel en 1972. Gerry Rafferty a assuré le chant, avec le claviériste Joe Egan aux chœurs. Il a été produit par Jerry Leiber et Mike Stoller. Les paroles de Rafferty sont une histoire dédaigneuse d'un cocktail de l'industrie musicale écrite (par exemple, les clowns et les farceurs seraient tous les dirigeants et parasites de la musique) et interprétées comme une parodie du style de Bob Dylan (l'imitation vocale, le sujet et le style étaient si similaire que les auditeurs ont attribué à tort la chanson à Dylan depuis sa sortie).
Le groupe a été surpris par le succès du titre dans les hit-parades. Le single s'est vendu à plus d'un million d'exemplaires, atteignant finalement la 6e place du classement américain Billboard Hot 100, la 8e au Royaume-Uni et la 2e au Canada. Billboard l'a classée comme la chanson n°36 en 1973.
Le groupe est apparu en jouant la chanson sur Top of the Pops de la BBC le 18 mai 1973.

## Vidéo-clip
La vidéo montre le groupe jouant dans un coin d'un grand bâtiment vide. Leur performance est entrecoupée de plans du claviériste, mimant une piste vocale de Gerry Rafferty (qui avait alors quitté le groupe), à une petite table de banquet avec un certain nombre d'invités habillés et maquillés de façon criarde. Il s'agit notamment d'un véritable clown, d'un homme à lunettes et d'un chapeau melon dévorant des spaghettis et d'une femme richement habillée mangeant des gâteaux à la crème et des raisins. Le clown, qui a du mal à manger un poulet en plastique, fait continuellement sortir Egan chaque fois qu'il essaie de prendre de la nourriture sur la table. Le solo de guitare est effectué sur une guitare jouée à plat avec une bouteille de bière vide utilisée comme slide. Finalement, les autres membres du groupe apparaissent, chassant les personnages étranges pour que le claviériste puisse enfin s'asseoir.

## Personnel
- Gerry Rafferty - guitare rythmique, chant
- Joe Egan - claviers, guitare rythmique, chœurs
- Paul Pilnick - guitare solo
- Tony Williams - basse
- Rod Coombes - batterie[1]

## Utilisations notables

### Au cinéma
- Dans Reservoir Dogs, le premier film de Quentin Tarantino (1992), le titre est joué durant la scène du « coupage d'oreille », quand Mr. Blonde (Michael Madsen) se moque et torture un officier de police en chantant et dansant sur la musique[2].

### À la télévision
- Dans l'épisode 11 de la saison 1 de Malcolm.
- Dans l'épisode 19 de la saison 6 de That 70's show.

## Dans la culture populaire
La chanson est utilisée dans le premier film de Quentin Tarantino, Reservoir Dogs, en 1992, pendant la scène dans laquelle le personnage de M. Blonde (joué par Michael Madsen) se moque et torture le policier lié Marvin Nash (Kirk Baltz) tout en chantant et en dansant sur la chanson. Dans une interview avec Rolling Stone, Tarantino a rappelé :
C'était une de ces choses où je pensais que [la chanson] fonctionnerait vraiment bien, et [pendant] les auditions, j'ai dit aux acteurs que je voulais qu'ils fassent la scène de torture, et je vais utiliser "Stuck in the Middle With You", mais ils pouvaient choisir tout ce qu'ils voulaient, ils n'étaient pas obligés d'utiliser cette chanson. Et quelques personnes en ont choisi une autre, mais presque tout le monde est arrivé avec "Stuck in the Middle With You", et ils disaient qu'ils avaient essayé de trouver autre chose, mais c'était celui-là qui marchait le mieux. La première fois que quelqu'un a fait la scène de torture sur cette chanson, le gars n'a même pas eu une bonne audition, mais c'était comme regarder le film. Je pensais : "Oh mon Dieu, ça va être génial !"
La chanson apparaît dans une publicité télévisée de 2020 pour IBM.
La chanson est utilisée comme chanson thème pour le programme Michael Smerconish de SiriusXM Radio et des extraits de diverses reprises de la chanson sont utilisés comme musique « pare-chocs » inter-segments de l'émission.

## Reprises
- La chanson a notamment été reprise par Leif Garrett (en 1980 sur l'album Can't Explain), Jeff Healey et Eagles of Death Metal.
- La chanson est reprise par Grace Potter. C'est cette version qui sert de générique à la série télévisée américaine Grace et Frankie. Elle apparaît aussi dans le film Bean avec Rowan Atkinson.